# Церква Вознесіння Господнього (Мілютинська)
Церква Вознесіння Господнього  (рос. Церковь Вознесения Господня) — чинна церква в станиці Мілютинській, Ростовська область, Росія; відноситься до Волгодонської й Сальської єпархії, Білокалитвенське благочиння.
Адреса: Ростовська область, Мілютинський район, станиця Мілютинська, вулиця Комсомольська, 18.

## Історія
До революції в станиці Мілютинській існувала Предтеченська церква Большинського благочиння, яка також називалася церквою на честь Усікновення глави Іоанна Предтечі. Була вона збудована з дерева у 1882 році, з дерев'яною дзвіницею на стовпах. Її доля невідома, а в 1901 році в станиці було побудовано нову кам'яну церкву з такою ж дзвіницею в ім'я святителя Миколая Чудотворця. Її доля також невідома, але в повоєнний час у станиці храмів не було.
Нове релігійне життя в станиці почалася після розпаду СРСР. У 1996 році в станиці був утворений Свято-Вознесенський прихід, перше засідання якого провів священик Андрій Мекушкін. Зареєстрований в 1999 році. З часом приходу було передано в користування будівлю магазину, переобладнану для проведення богослужінь. Потім будівлю було придбано приходом у власність і на її основі було зведено одноповерховий храм.
Настоятель парафії — ієрей Олександр Олексійович Персіянов.